# Maikel Nabil Sanad
Maikel Nabil Sanad (Arabă مايكل نبيل سند‎, IPA: [ˈmɑjkel næˈbiːl ˈsænæd]; născut în Asyut, în 1985) este un activist politic și blogger. A absolvit Facultatea de Medicină Veterinară din Asyut în 2009, iar acum este student la Master la Willy Brandt School of Public Policy din Erfurt, Germania. El este cunoscut pentru promovarea valorilor liberal democratice în Egipt, dar și a relațiilor de pace dintre Egipt și Israel.
Pacifism
Pe 9 aprilie 2009 Maikel a fondat mișcarea „Nu serviciului militar obligatoriu” ( No to Compulsory Military Service movement). El a obiectat în Octombrie 2010 și a creat un blog prin care cerea să fie scutit de serviciul militar obligatoriu. A fost arestat pe 12 noiembrie 2010 din acest motiv de către poliția militară, eliberat următoarea zi  și într-un final a fost scutit de serviciul militar pe motive de sănătate. Maikel susține și alți adepți ai eliminării serviciului militar obligatoriu ca Emad Dafrawi și Mohamed Fathi. Mișcarea „Nu serviciului militar obligatoriu” a cerut în aprilie 2013 eliberarea lui Natan Blanc, protestatar din Israel.
Arest
Maikel a participat activ în Revoluția Egipteană din 2011. A fost arestat pe 4 februarie și torturat de către poliția militară, dar eliberat 27 de ore mai târziu. A fost luat din casa lui din cartierul Ain Shams din Cairo pe 28 martie 2011 la ora 17.00 de către poliția militară. Doar cu o zi după a reușit să-și sune fratele ca să-l scoată din arest. 
În data de 10 Aprilie,  Maikel a fost condamnat la trei ani de închisoare de către o instanță din orașul Nasr  de lângă Cairo, fiind acuzat ca ar fi „insultat armata” în postarea lui „Armata și oamenii nu au fost niciodata picături ale aceluiași ocean”. Înainte de acest eveniment, el a mai stat închis în închisoarea El Marg într-o celulă fără acces la lumina soarelu. Mai mult, el a fost pus într-o celulă alături de criminali de rând care l-au amenințat. De asemenea nu i s-a dat mâncare decentă, a fost forțat să se spele cu apă murdară și să doarmă în condiții mizere (insecte pe pat). Din cauza condițiilor mizere, a avut diverse alergii. Nabil a cerut un doctor deoarece din cauza tensiuni lui instabile și a problemelor cu inima, are nevoie de îngrijiri medicale regulate. În data de 23 august 2011, a început protestul cu greva foamei. În timp ce era în greva foamei, a fost de două ori în comă și a fost la un pas de moarte de nenumărate ori. Pe 14 decembrie 2011, Curtea Supremă din Egipt i-a redus sentința la doi ani de închisoare, în ciuda numeroaselor proteste de eliberare. O manifestare împotriva ținerii în arest a lui Maikel Nabil a fost anunțată și mediatizată pe data de 29 Decembrie in Tahrir Square.
Maikel a fost grațiat de către consiliul militar pe 23 ianuarie 2012.
Orientare politică
Pe blogul său, Maikel Nabil se declară „Liberal, laic, capitalist, feminist, pacifist, ateu, realist politic, pro globalizare, pro pace, activist, antimilitarist,având orientare pro occidentală, concepte materialist dialectice”. Este cunoscut pentru promovarea economiei de piață ca parte a democrației liberale. El face parte din campania egipteană împotriva circumciziei bărbaților. El susține drepturile LGBT și avortul. 
Maikel este de asemenea cunoscut și pentru promovarea relațiilor de pace dintre Egipt și Israel. În declarația lui în care refuza serviciul militar obligatoriu din octombrie 2010 a menționat: „Nu sunt pregătit să ridic o armă împotriva unui soldat israelian, cu serviciul militar obligatoriu făcut, care apăra dreptul țării sale de a exista.” 
In decembrie 2010, el a scris articolul „De ce sunt pro Israel?”, care a fost publicat mai târziu pe Al-Tawassul, site-ul oficial al Ministerului de Externe Israelian. Când a început Revoluția egipteană în 2011, Maikel a transmis un mesaj pentru poporul israelian pe Youtube, conform căruia îi invită pe israelieni să susțină revoluția egipteană deoarece Egiptul democratic va fi un prieten de-al statului israelian. In aprilie 2012, Maikel s-a mutat în Germania pentru a studia la Willy Brandt School of Public Policy (Facultatea din Erfurt). În decembrie 2012, a vizitat Israel și Palestina, a scris un articol „Să fie pace”, a susținut conferințe la facultăți din Ierusalim și Tel Aviv și a vizitat Organizația pentru Eliberarea Palestinei (OEP) în Ramallah.